# 글리산도
글리산도(glissando, gliss.)란 높이가 다른 두 음을 계속해서 연주할 때 첫음에서 다음 음으로 진행할 경우 두 음 간에 잠재하는 모든 음을 거쳐서 미끄러지듯(glide) 끝의 음에 이르는 주법을 말한다.

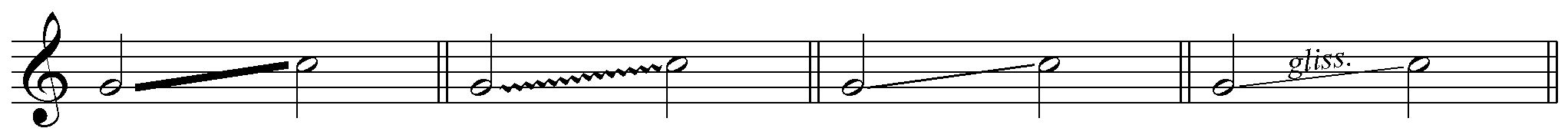
글리산도의 다양한 표기법

기보하는 방법으로는 두 음을 연결하듯 사선(斜線)을 긋고 'gliss.'라고 병기하는 경우가 많다. 이 주법은 악기의 구조, 성능 등의 제약 여하에 따라서는 같은 기보가 다소 달리 연주되는 경우도 적지 않다. 피아노나 바이올린 모두 글리산도는 손가락을 미끄러지게 연주한다. 악기의 구조와 주법의 다름이 이와 같은 결과가 된다. 글리산도와 닮은 주법에 포르타멘토(portamento, 이탈리아어 portare '나르다'에서 유래한 말)가 있다. 이것은 글리산도와 같이 두음간의 여러 음을 가능한 한 모두 거치는 것이 아니라 처음 음에서 나올 때와 다음의 음으로 들어가기 전에 음을 미끄러지듯이 연주하며, 될 수 있는 한 부드러운 인상을 주려고 하는 것이다.

## 같이 보기
- 블루 노트
- 포르타멘토
- 셰퍼드 음
- 스타카토
- 비브라토